# 實際數
實際數是指任意正整數n使得所有小於n的正整數都可以用數個n的相異真因數和表示。例如12的真因數有1, 2, 3, 4及6，而1至11的數字中有幾個不是12的真因數，但都可以表示為數個相異真因數的和：5=3+2, 7=6+1, 8=6+2, 9=6+3, 10=6+3+1及11=6+3+2。
以下是實際數的列表（OEIS數列A005153）：1, 2, 4, 6, 8, 12, 16, 18, 20, 24, 28, 30, 32, 36, 40, 42, 48, 54, ....
12,13世紀的義大利數學家斐波那契在其著作《計算之書》（Liber Abaci）中，在說明如何用埃及分數的和表示有理數時有用到實際數。斐波那契沒有正式的定義實際數，但其中有一個表，其中有許多分數的分母為實際數。

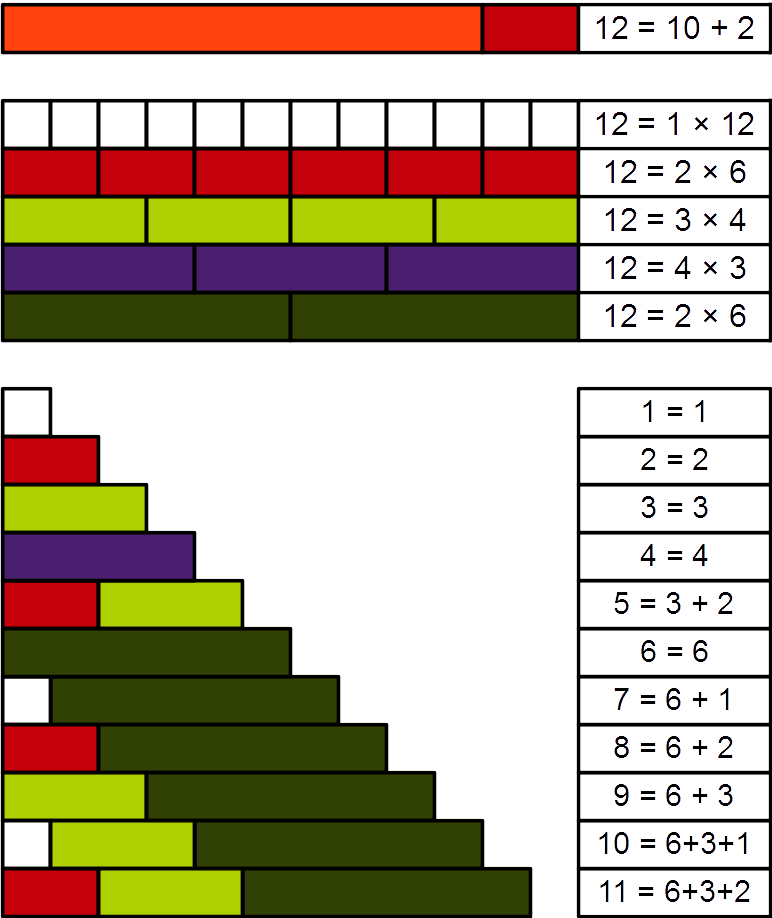
通过古氏积木体现12是一个实际数。

實際數（practical number）一詞最早是由Srinivasan在1948年開始使用，他希望可以找出有這類性質的數字，此工作後來在1955年由Stewart和Sierpiński完成。利用正整數的質因數分解可以判斷是否是實際數，所有2的幂及偶數的完全數都是實際數。
已發現實際數和質數有許多類似的特質。

## 實際數的充份必要條件
一個正整數可以由其質因數分解看出是否是實際數，一正整數{\displaystyle n=p_{1}^{\alpha _{1}}...p_{k}^{\alpha _{k}}}，其中{\displaystyle n>1}，質因數為{\displaystyle p_{1}<p_{2}<\dots <p_{k}}，其為實際數若且唯若{\displaystyle p_{1}=2}，且對於每個2到k之間的i：
{\displaystyle p_{i}\leq 1+\sigma (p_{1}^{\alpha _{1}}\dots p_{i-1}^{\alpha _{i-1}})=1+\prod _{j=1}^{i-1}{\frac {p_{j}^{\alpha _{j}+1}-1}{p_{j}-1}},}
其中{\displaystyle \sigma (x)}為x的除數函數。
例如3 ≤ σ(2)+1 = 4，29 ≤ σ(2 × 32)+1 = 40，及823 ≤ σ(2 × 32 × 29)+1=1171，因此2 × 32 × 29 × 823 = 429606為一實際數。
由於以上條件成立時，才能用其他較小的因數和表示{\displaystyle p_{i}-1}，因此是一正數為實際數的必要條件。上述條件也是一正數為實際數的充份條件。

## 和其他數列的關係
所有2的幂都是實際數。2的幂的質因數分解滿足實際數的充份必要條件：第一個質因數為2。所有偶數的完全數也都是實際數：依照歐拉的研究，偶數的完全數可以表示為2n − 1(2n − 1)，其奇數的質因數可以用其他偶數部份的除數函數來表示，因此也滿足實際數的充份必要條件。
任一個質數階乘也都是實際數。根據伯特蘭－切比雪夫定理，質數階乘中最大的質數會小於次大質數和最小質數（2）的乘積，因此滿足實際數的充份必要條件。前k個質數幂次的乘積也都是實際數，包括階乘以及斯里尼瓦瑟·拉馬努金提出的高合成數。

## 和埃及分數的關係
若n為實際數，則小於1的有理數m/n可以表示∑di/n來表示，其中di為n的相異因數，此式的每一項都可以化簡為單位分數，因此此式即為m/n的埃及分數表示式。例如
{\displaystyle {\frac {13}{20}}={\frac {10}{20}}+{\frac {2}{20}}+{\frac {1}{20}}={\frac {1}{2}}+{\frac {1}{10}}+{\frac {1}{20}}.}
斐波那契在其著作《計算之書》（Liber Abaci）中列出許多用埃及分數表示有理數的方式，首先先確認分數是否可以直接化簡為單位分數，再來則是設法將分子表示為分母因數的和，此方式只在分母為實際數時有效。斐波那契列出了分母為6, 8, 12, 20, 24, 60及100時，分數用埃及分數表示時的表示式。

## 和質數的類似之處
實際數特別的一點是其許多性質都類似質數。例如假設p(x)為小於x實際數的個數，Saias證明存在常數c1及 c2使得下式成立：
{\displaystyle c_{1}{\frac {x}{\log x}}<p(x)<c_{2}{\frac {x}{\log x}},}
以上公式可以對應素數的素數定理。此證明解答了Margenstern的猜想：存在特定常數c，使得p(x)漸近於cx/log x。也強化了保罗·埃尔德什所提出：實際數在正整數中的密度為0的論點。
實際數也有對應哥德巴赫猜想及孿生質數猜想的定理：每一個偶數可以表示為二個實際數的和，以及存在無限多個 x − 2, x, x + 形式的實際數。Melfi也證明在斐波那契数列中存在無限多個實際數，素數對應的問題是是否存在無限多個斐波那契質數，此問題仍為開放問題，還沒有被證明，但也還找不到反例。Hausman及Shapiro證明若x為正實數，在[x2,(x + 1)2]區間內存在實際數，可以對應質數中的勒讓德猜想。

## 外部連結
- Tables of practical numbers （页面存档备份，存于） compiled by Giuseppe Melfi
- Practical Number at PlanetMath.
- 埃里克·韦斯坦因. . MathWorld.